# Liban Ahmed
Liban Abdourazak Ahmed (* 16. September 1986) ist ein dschibutischer Fußballschiedsrichterassistent. Er steht seit 2018 auf der Liste der FIFA-Schiedsrichter.

## Karriere
Als Assistent begleitete er neben Einsätzen in der CAF Champions League auch Partien in der Qualifikation für den Afrika-Cup 2024 und gehörte hier dann auch zu den nominierten Assistenten für die Endrunde, bei der er unter wechselnder Leitung bei fünf Partien aktiv war.
Anfang April 2024 wurde er als Assistent für die Olympischen Sommerspiele 2024 in das Team von Mahmood Ismail berufen.